# Guénrij Eije
Guénrij Jristóforovich Eije (en ruso: Генрих Христофорович Эйхе; nacido el 12 de octubre de 1893 en Riga (Letonia), falleció el 25 de junio de 1968 en Jurmala), fue un comandante militar soviético, revolucionario e historiador.
Combatió en el ejército imperial ruso durante la Primera Guerra Mundial desde 1915, y finalizó la guerra con el grado de capitán. Después de la Revolución de Octubre, en diciembre de 1917, Guénrij Eije se unió a los bolcheviques. Dirigió el 5.º ejército en el Frente Oriental (entre 1918 y 1920) contra el Ejército Blanco, y luego Eije fue nombrado como Comandante en Jefe del Ejército de la República del Lejano Oriente, el efímero "estado tapón" creado por influencia de Japón para evitar que se expandiera la Rusia Soviética hacia el litoral del Océano Pacífico. Ganó mayor fama con la toma de Chita (Rusia) en octubre de 1920, logrando el control total de Siberia en favor del Ejército Rojo.
Después de la guerra, Genrich Eiche mandó el Distrito Militar de Minsk, y después fue el responsable del distrito militar de Fergana. Desde 1924 Eije trabajó en el Ministerio de Comercio Exterior de la URSS, apartándose paulatinamente de la vida política para dedicarse a las investigaciones históricas.
Fue condecorado con 2 veces con la Orden de la Bandera Roja, la Orden de Lenin y numerosas medallas. Escribió muchas monografías sobre la Guerra Civil Rusa en Siberia.
- Datos: Q1981016